# Troglomyces twitteri
Troglomyces twitteri – odkryty w maju 2020 r. gatunek grzyba pasożytujący na owadach (grzyb entomopatogeniczny) i krocionogach. Wyglądem przypomina małe larwy. 

## Systematyka i nazewnictwo
Pozycja w klasyfikacji według Index Fungorum: Laboulbeniaceae, Laboulbeniales, Laboulbeniomycetidae, Laboulbeniomycetes, Pezizomycotina, Ascomycota, Fungi.
Jest to gatunek opisany po raz pierwszy w 2019 roku przez zespół naukowców Błaszkowski, Niezgoda, Piątek, Magurno, Malicka, Zubek, Mleczko, Yorou, Jobim, Vista, Lima, Goto. Nazwa gatunku jest powiązana z historią jego odkrycia. Gatunek został przypadkiem odkryty w 2020 roku przez biologa Anę Sofie Reboleira, badaczkę z uniwersytetu w Kopenhadze, która przeglądając wpisy w serwisie Twitter, zwróciła uwagę na zdjęcie opublikowane przez entomologa Dereka Hennen.